# Niżnia Młynarzowa Kopa

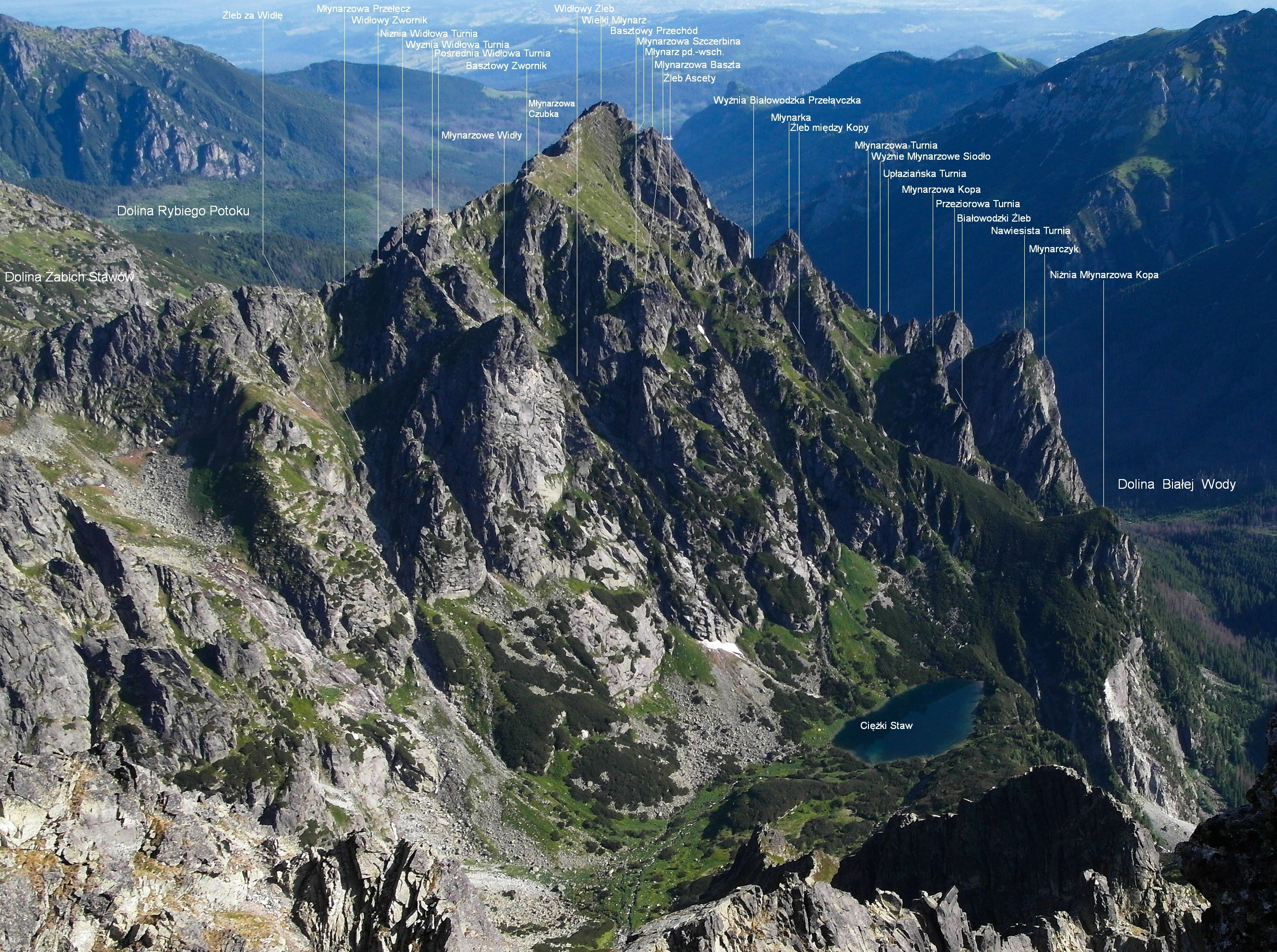
Widok z Ganku

Niżnia Młynarzowa Kopa (słow. Nižná mlynárova kopa, 1725 m) – wzniesienie w masywie Młynarza w słowackiej części Tatr Wysokich. Znajduje się w zakończeniu południowo-wschodniej jego grani i tworzy prawe (patrząc od dołu) ograniczenie wysokiego progu Doliny Ciężkiej. Od górnej części grzędy oddzielone jest Niżnim Młynarzowym Siodłem (1708 m). Znad Ciężkiego Stawu jest to ledwo zauważalna wypukłość, natomiast do dna Doliny Białej Wody opada ścianą o wysokości około 300 m i wygląda jak wybitna turnia. Ma dwa wierzchołki oddzielone płytką przełączką, z której opada komin, górą głęboko wcięty. Na północ, do Białowodzkiego Żlebu opada strome, częściowo skaliste, częściowo porośnięte lasem urwiskowym lub kosodrzewiną zbocze. Bezpośrednio nad korytem podcięte jest pionową ścianką. Na wschód opada skalistym filarem o wysokości 300 m, wyraźnie widocznym ze ścieżki wspinającej się progiem Doliny Ciężkiej. Filarem tym prowadzi droga wspinaczkowa (V+ w skali tatrzańskiej, czas przejścia 8 godz.).

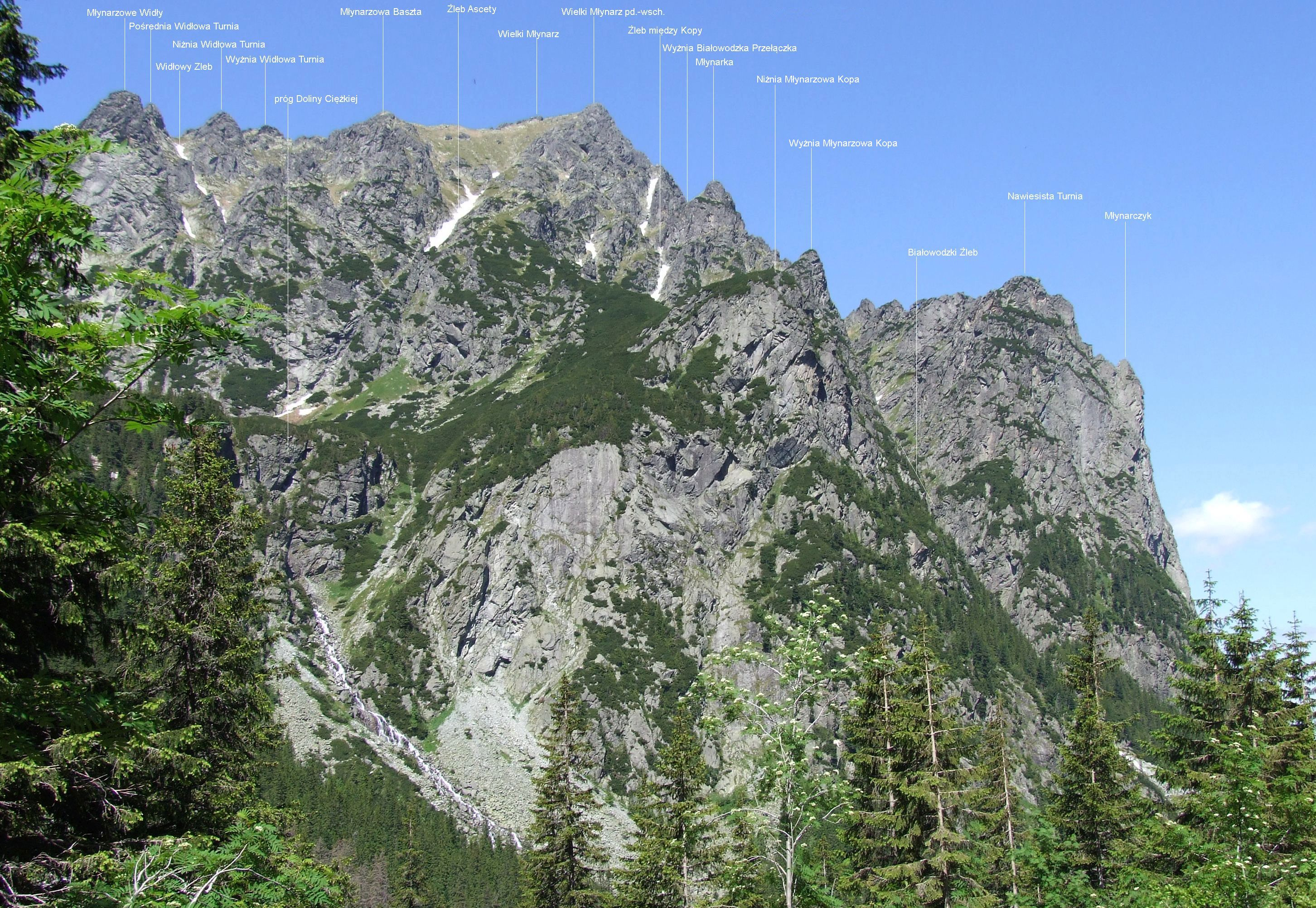
Widok od południowego wschodu